# Полосатая карнегиелла
Полосатая карнегиелла (лат. Carnegiella strigata) — пресноводная рыба из семейства клинобрюхих, обитающая в Южной Америке.

## Описание
Длина тела полосатой карнегиеллы достигает 3,5 см. Спина очень низкая, в то время как брюхо сильно изогнуто вниз. Эта форма идеально подходит для плавания под водой и питания упавшими в воду насекомыми, которые составляют основу питания рыб. В отличие от похожей обыкновенной клинобрюшки (Gasteropelecus sternicla) имеет мраморную окраску, вдоль ее тела проходит темная длинная полоса. Жировой плавник отсутствует.

## Распространение
Вид обитает в бассейне рек Амазонка и Жапура.

## Фото

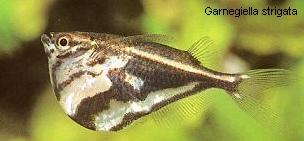
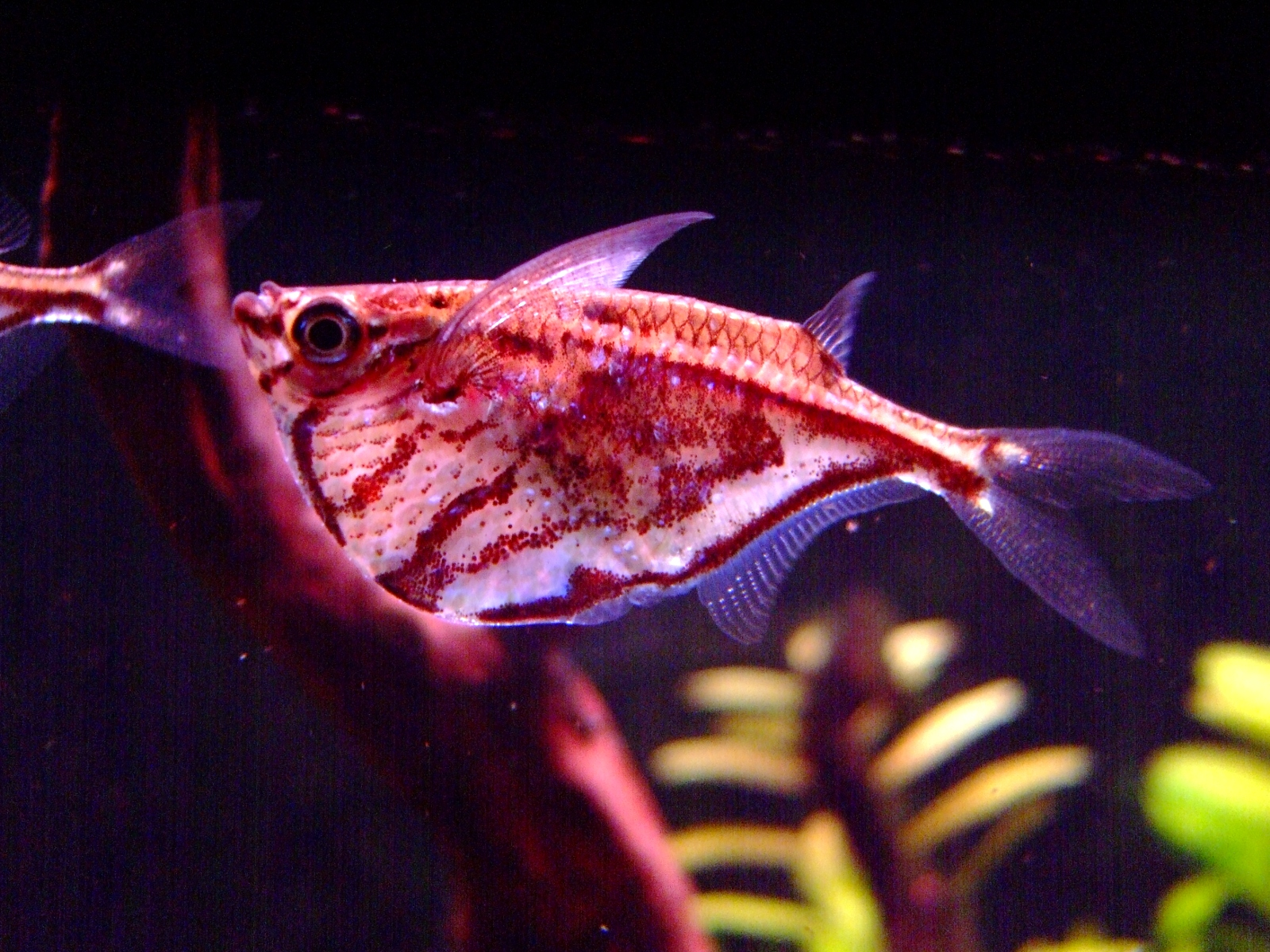
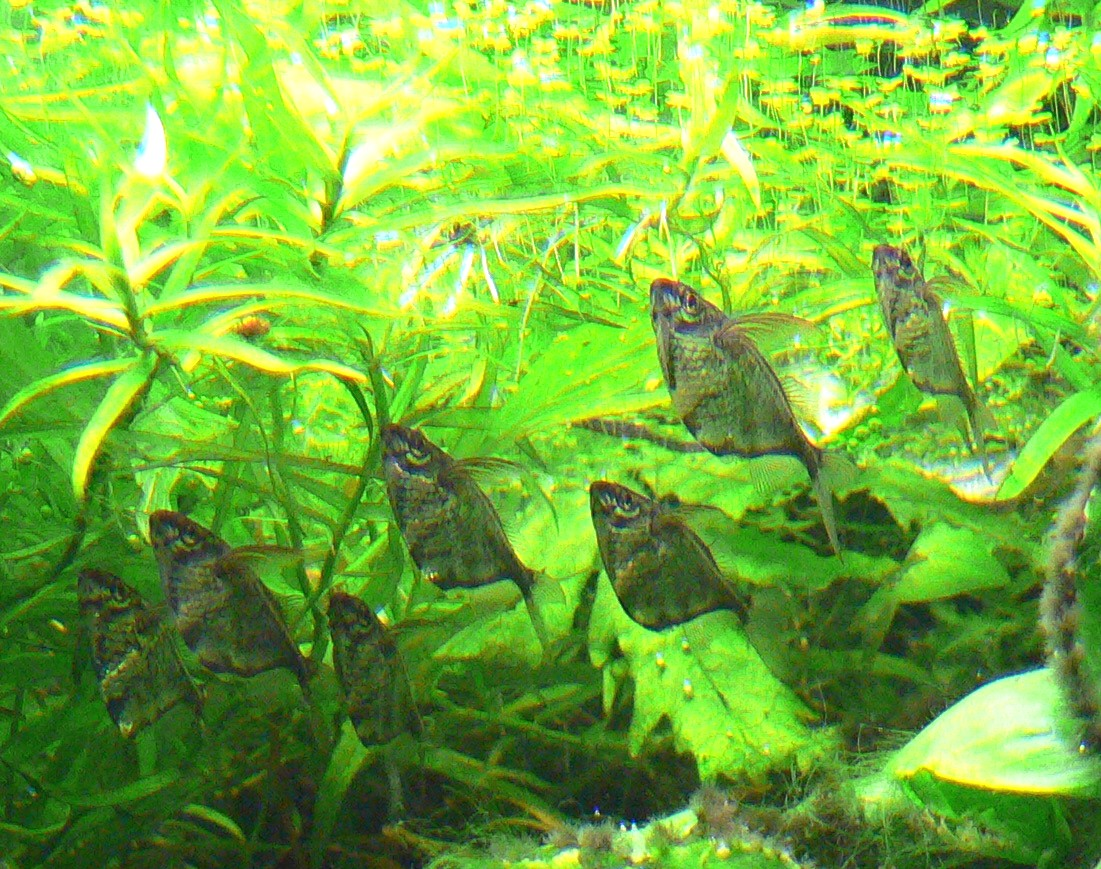